# Incidente del ponte di Marco Polo
L'incidente del ponte di Marco Polo (盧溝橋事變T, 卢沟桥事变S, Lúgōuqiáo ShìbiànP) o anche incidente del 7 luglio (七七事變T, 七七事变S, Qīqī ShìbiànP) avvenne nella notte tra il 7 e l'8 luglio 1937 e coinvolse, da una parte, l'Esercito rivoluzionario nazionale posto a difesa del ponte, dall'altra l'Esercito imperiale giapponese che, con un pretesto, mosse all'offensiva.

## Descrizione
Dopo l'invasione giapponese della Manciuria nel 1931, c'erano stati molti piccoli incidenti lungo la linea ferroviaria che collegava Pechino con il porto di Tientsin, ma tutti si erano placati. In questa occasione, un soldato giapponese era temporaneamente assente dalla sua unità di fronte a Wanping e il comandante giapponese chiese il diritto di cercarlo in città. Quando gli venne negato il permesso, altre unità di entrambe le parti vennero messe in allerta; con l'aumento della tensione, l'esercito cinese sparò contro l'esercito giapponese, il che aggravò ulteriormente la situazione, anche se il soldato giapponese scomparso era tornato nelle sue linee. L'incidente del ponte di Marco Polo è generalmente considerato l'inizio della seconda guerra sino-giapponese e probabilmente della seconda guerra mondiale.

## Etimologia
La battaglia è generalmente nota come "Incidente del Ponte Marco Polo". Il Ponte di Marco Polo è un ponte in granito a undici arcate, una struttura architettonicamente significativa eretta per la prima volta sotto la dinastia Jīn e successivamente restaurata durante il regno dell'Imperatore Kangxi della dinastia Qing nel 1698. Prese il suo nome occidentale dalla sua apparizione nelle memorie di Marco Polo.
È noto anche come "Lukouchiao", "Lugouqiao", o "Incidente del ponte di Lugou" dal nome locale del ponte, derivato da un antico nome del fiume Yongding. Questo è il nome comune dell'evento in giapponese (蘆|溝|橋|事件, Rokōkyō Jiken) ed è un nome alternativo per esso in cinese ed in coreano (노구교?, 사건?, Nogugyo SageonLR). Lo stesso nome è anche espresso o tradotto come "Battaglia del ponte di Lugou", "Lugouqiao", o "Lukouchiao".
In Cina e Corea, è più spesso conosciuto come "Incidente del 7 luglio".